# Plana de les gerres

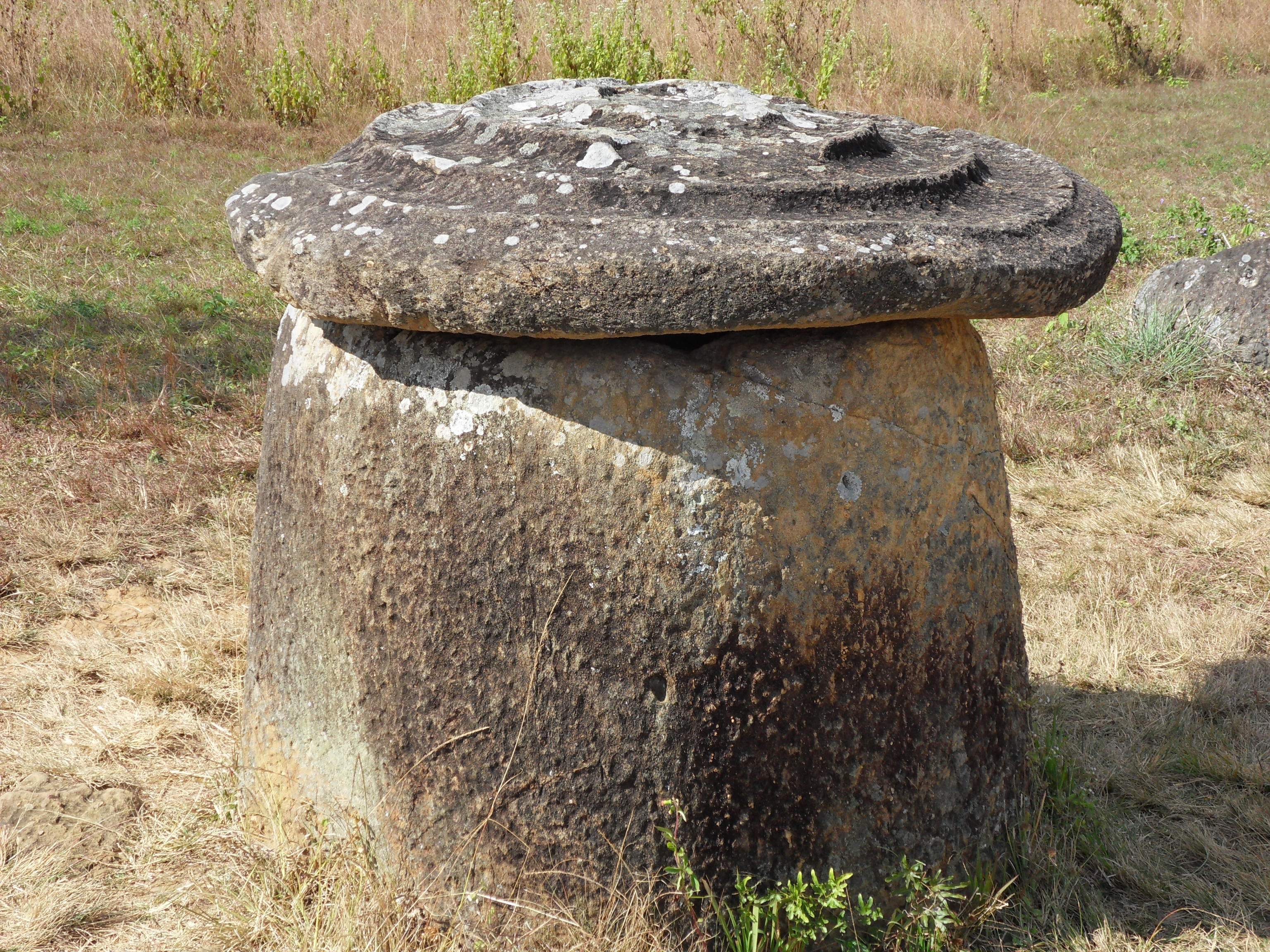
Gerra amb tapadora

La plana de les gerres és una zona arqueològica de Laos caracteritzada per l'edificació de grans gerres de pedra entre els anys 1220 i 600 aC. Les gerres cerimonials s'agrupen en conjunts de fins a 400 escultures i al voltant s'hi han trobat tombes de diverses èpoques. Les gerres estan formades per cossos de pedra circulars i una tapadora també de pedra que en protegia l'interior. Les llegendes locals indiquen que s'havien construït per poder emmagatzemar la beguda d'un banquet victoriós d'un rei-heroi mític, Kung Cheung. Durant la Guerra Civil laosiana part de les gerres van ser malmeses pels bombardejos estatunidencs.